# ラディキ・サモ
ラディキ・サモ（Radike Samo 1976年7月9日 - ）は 、フィジー出身のラグビーユニオン選手。ポジションはロック(LO)、ナンバーエイト(No.8)、フランカー(FL)。

## 人物
1976年7月9日、ナディで生まれる。
身長198cm、体重116kg。

## キャリア
19歳以下ラグビーフィジー代表に選出される。2000年、スーパー14(現スーパーラグビー）のブランビーズに入る。
2004年、ブランビーズのスーパー12優勝に貢献し、同年、ワラビーズに選出、スコットランド戦で代表デビュー。
2006年までブランビーズに所属し、同年夏、ウェールズのカーディフ・ブルーズの誘いを断り、フランス選手権トップ14のスタッド・フランセ・パリに移籍。2007年、スタッド・フランセのトップ14優勝に貢献する。
2008年、トップイーストリーグの横河武蔵野アトラスターズに移籍。2010年、オーストラリアに戻り、クイーンズランド州のクラブラグビー選手権プレミア・ラグビー(Queensland Premier Rugby)に参加するサザン・ディストリクト(Southern Districts、通称The Rebels)に入り、ジェームズ・ホーウィルのリザーブとしてレッズと短期契約。レッズのコーチから高い評価を得て2011年も契約し、スーパーラグビー2011シーズンファイナル、7月9日、35歳の誕生日にレッズが優勝する。
2011年のトライネイションズで、ワラビーズ史上最高年齢での出場(35歳)となり、同年にはワールドカップのオーストラリア代表に選出された。
2013年、トップリーグの近鉄ライナーズに移籍。2015年に退団した。
2016年、再び横河武蔵野アトラスターズに移籍。

## リンク
- Wallabies Profile